# Планісфера

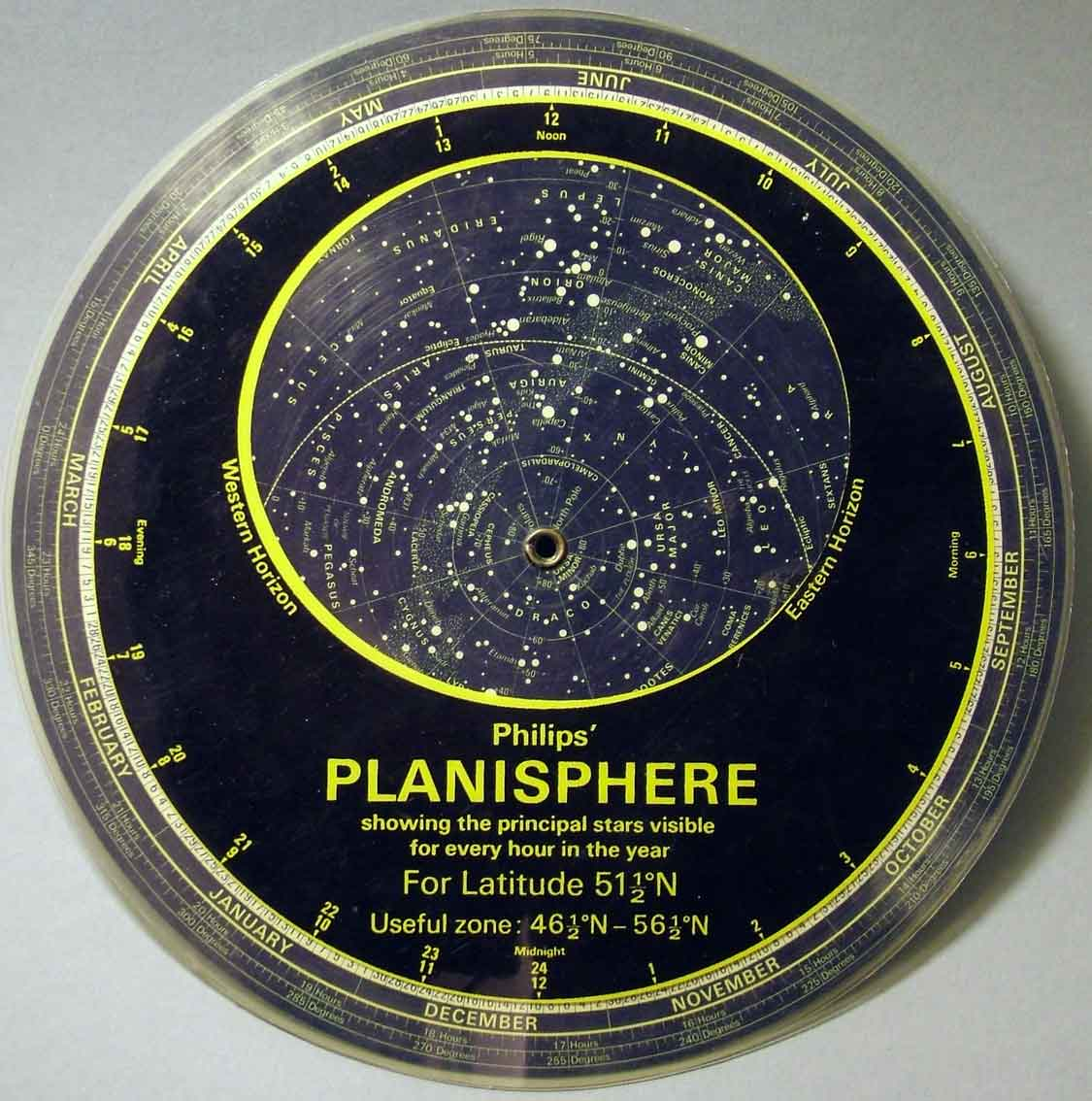

Планісфера — рухома карта небесної сфери (карта зоряного неба), що спроєктована на площину (стереографічна полярна проєкція небесної сфери на площину), яка складається з двох дисків, що обертаються довкола спільної вісі. За допомогою руху дисків, вона налаштовується так, щоб зобразити область видимих зірок на небі для будь-якого часу та дати. Це різновид більш давнього інструмента, який має свої витоки з елліністичної цивілізації і є попередником сучасного планісфери — астролябії.

## Історія

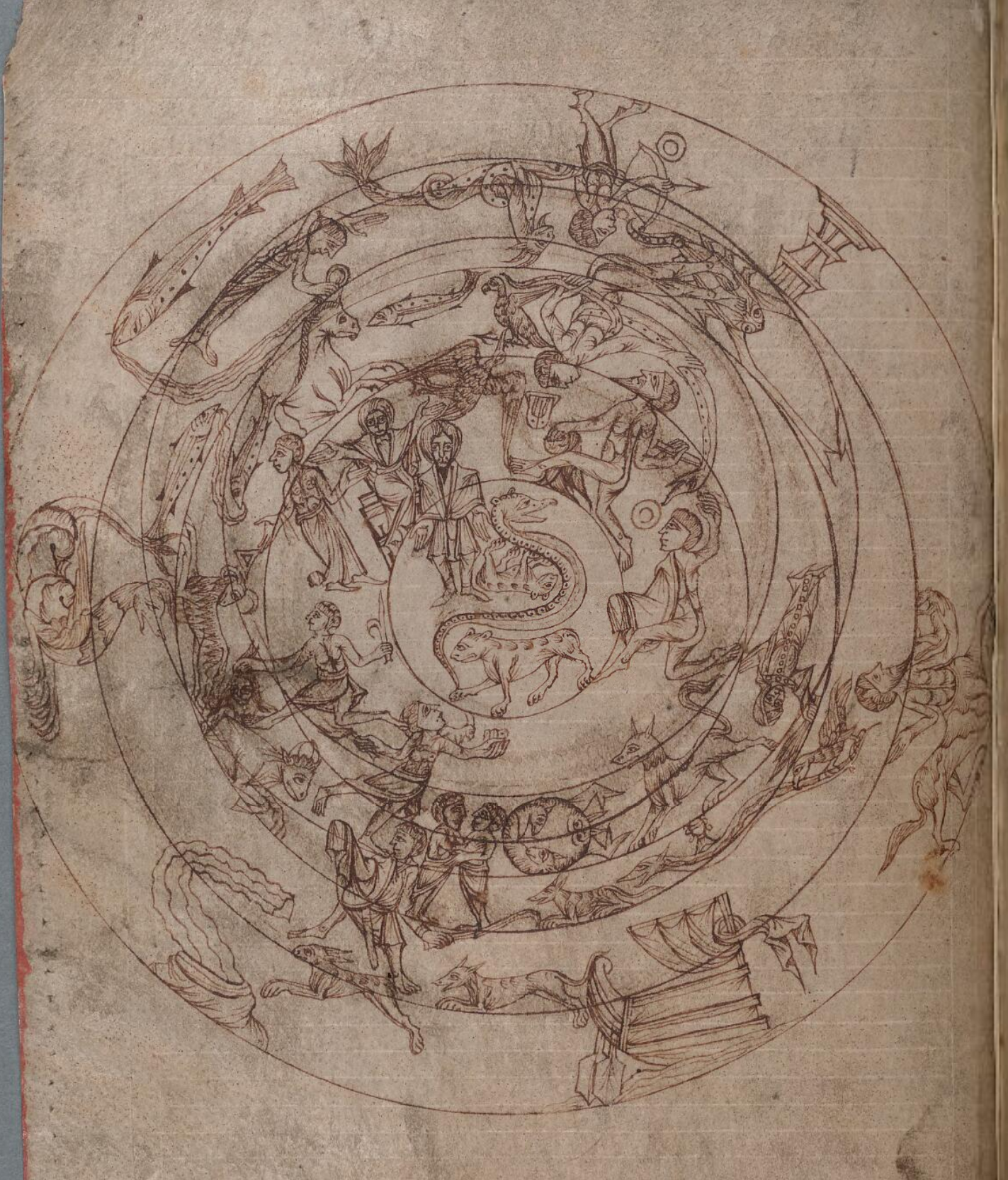
Середньовічна планісфера, Національна бібліотека Уельсу MS 735C, Абериствіт.

Слово планісфера (латинською planisphaerium) першим використав у другому столітті Клавдій Птолемей, аби описати представлення сферичної Землі за допомогою мапи зображеної на площині.
Використання цього терміна тривало й під час Ренесансу: наприклад Герард Меркатор описував свою світову мапу 1569 року як планісферу. У даній статті це слово описує представлення зоряної небесної сфери на площину.
Першу зоряну діаграму, що називалася «планісферою» створив Якоб Бартч 1624 року. Він був зятем Йоганна Кеплера, який відкрив закони планетарного руху.

## Координати
Точні планісфери відображають небесні об'єкти у системі небесних координат: пряме піднесення і схилення. В щорічних астрономічних довідниках можна знайти змінення положення планет, астероїдів або комет, що задані саме в цих координатах, так що користувачі планісфери можуть знайти їх на небі.
На деяких планісферах додають окремий покажчик схилення, використовуючи ту ж вказівну точку що і верхній диск. Деякі планісфери мають шкалу схилення надруковану на верхньому диску, здовж лінії що сполучає північ і південь на горизонті. Пряме піднесення задане на краю, де вказані дати для налаштування планісфери.